# Okrouhlá (Karlovy Vary)
Okrouhlá é uma comuna checa localizada na região de Karlovy Vary, distrito de Cheb‎.